# Serpentynizacja
Serpentynizacja – proces zastępowania minerałów (np. oliwinu) przez minerały z grupy serpentynu (np. chryzotyl, antygoryt). Jest to proces typowy dla skał ultrazasadowych.